# 13 (мини-альбом Дензела Карри)
13 (произносится «тринадцать») — второй мини-альбом американского рэпера Дензела Карри, он был выпущен 26 июня 2017 года, на лейблах PH Recordings и Loma Vista Recordings. На мини-альбоме присутствует два гостевых участия от Ronny J и Lil Ugly Mane. Альбом был спродюсирован FNZ, Eric Dingus, Vae Cortez и Ronny J.
13 является прелюдием к его третьему студийному альбому TA13OO, который был выпущен в июле 2018 года.

## Синглы
Мини-альбом был поддержан двумя синглами: «Equalizer» при участии Ronny J, «Hate Government» и «Zeltron 6 Billion» при участии Lil Ugly Mane.

## Список композиций
Информация взята из заметок на физической версии мини-альбома.
| №  | Название                                        | Автор(ы)                  | Продюсер(ы)            | Длительность |
| -- | ----------------------------------------------- | ------------------------- | ---------------------- | ------------ |
| 1. | «Bloodshed»                                     | Denzel Curry              | Eric Dingus            | 3:21         |
| 2. | «Hate Government»                               | Curry                     | FNZ                    | 1:35         |
| 3. | «Equalizer» (при участии Ronny J)               | Curry Ronald Spencer, Jr. | Ronny J                | 2:49         |
| 4. | «Heartless»                                     | Curry                     | Vae Cortez             | 2:20         |
| 5. | «Zeltron 6 Billion» (при участии Lil Ugly Mane) | Curry Travis Miller       | FNZ Mickey de Grand IV | 3:09         |

## Участники записи
Информация взята из заметок на физической версии мини-альбома.
Исполнители
- Дензел Карри — текст и вокал (все треки)
- Ronny J — текст и вокал (3)
- Lil Ugly Mane — текст и вокал (5)

Продюсирование
- Nate Burgess — запись (все треки), миксинг (все треки)
- Eric Dingus — продюсирование (1)
- FNZ — продюсирование (2,5)
- Ronny J — продюсирование (3)
- Vae Cortez — продюсирование (4)
- Mickey de Grand IV — продюсирование (5)